# Coțofană orientală
Coțofana orientală (Pica serica) este o specie de coțofană întâlnită din sud-estul Rusiei până în estul Chinei, Coreea, Taiwan, Japonia și nordul Indochinei și Myanmar. 

## Taxonomie și sistematică
Un studiu din 2003, care a comparat secvențe mtDNA de 813 bp, a condus la separarea coțofenei orientale de coțofana eurasiatică. Aceasta a fost izolată din punct de vedere reproductiv mai mult timp chiar și decât coțofana cu cioc galben (P. nuttalli) din America de Nord. Subspeciile propuse includ P. p. jankowskii și P. p. japonica.

## Descriere
În comparație cu coțofana eurasiatică, este ceva mai robustă, cu o coadă proporțional mai scurtă și aripi mai lungi. Spatele, coada și, în special, remigele prezintă irizații puternice de un albastru purpuriu, cu puține sau chiar deloc nuanțe verzi. Sunt cele mai mari coțofene. Au un penaj al crupei care este în cea mai mare parte negru, cu doar câteva urme, adesea ascunse, ale benzii albe care leagă petele albe de pe umeri la rudele lor. Coțofana orientală are același strigăt ca și coțofana eurasiatică, deși mult mai moale.